# Leonardo D’Ascenzo
Leonardo D'Ascenzo (31 de agosto de 1961) é um prelado católico romano italiano.

## Biografia
Nasceu em Valmontone, então província de Roma e diocese de Segni, em 31 de agosto de 1961.

### Formação sacerdotal e ministério
Tendo ingressado no seminário regional de Anagni, obteve a licença em teologia dogmática e o magistério em ciências da educação na Pontifícia Universidade Gregoriana de Roma (1986) e depois o doutorado em teologia espiritual na Pontifícia Faculdade Teológica Teresianum também em Roma em 1988.
Em 5 de julho de 1986 foi ordenado sacerdote na colegiada de Santa Maria Maggiore em Valmontone por Martino Gomiero, bispo de Velletri e Segni.
De 2008 a 2015 foi vice-diretor do Centro Nacional para as Vocações da Conferência Episcopal Italiana. Desde 2015 é reitor do Pontifício Colégio Leoniano de Anagni, depois de ter sido seu diretor espiritual, vice-reitor e chefe da comunidade preparatória.

### Ministério episcopal
Em 4 de novembro de 2017, o Papa Francisco nomeou-o arcebispo de Trani-Barletta-Bisceglie; ele sucedeu Giovan Battista Pichierri, falecido em 26 de julho anterior. Em 14 de janeiro de 2018 recebeu a ordenação episcopal, no pavilhão esportivo "Spartaco Bandinelli" de Velletri, do bispo de Velletri-Segni Vincenzo Apicella, dos co-consagradores Francesco Cacucci, arcebispo metropolitano de Bari-Bitonto, e Lorenzo Loppa, bispo de Anagni-Alatri. No dia 27 de janeiro seguinte tomou posse da arquidiocese, na catedral de Trani.
Desde 30 de setembro de 2021 é secretário da Comissão Episcopal para o Clero e a Vida Consagrada da Conferência Episcopal Italiana.